# Гокио-Ри
Гокио-Ри (пик Гокио, Gokyo Ri) — гора высотой 5483 м в районе Джомолунгмы. С пика Гокио открывается вид на четыре «восьмитысячника» — Джомолунгма (Эверест), Лхоцзе, Чо-Ойю и Макалу. На вершине горы атмосферное давление вдвое ниже, чем у поверхности моря.
У подножья горы Гокио-Ри находится озеро Гокио, а на его берегу небольшая деревушка Гокио. В ней есть несколько гостиниц, интернет, водопровод. В посёлке также есть вертолётная площадка. Добраться до Гокио можно за 3 дня пешком из Намче-Базара.
Через перевал из Гокио можно дойти до горы Калапатар, с которого открывается великолепный вид на Эверест. Также можно добраться до Базового лагеря Эвереста.

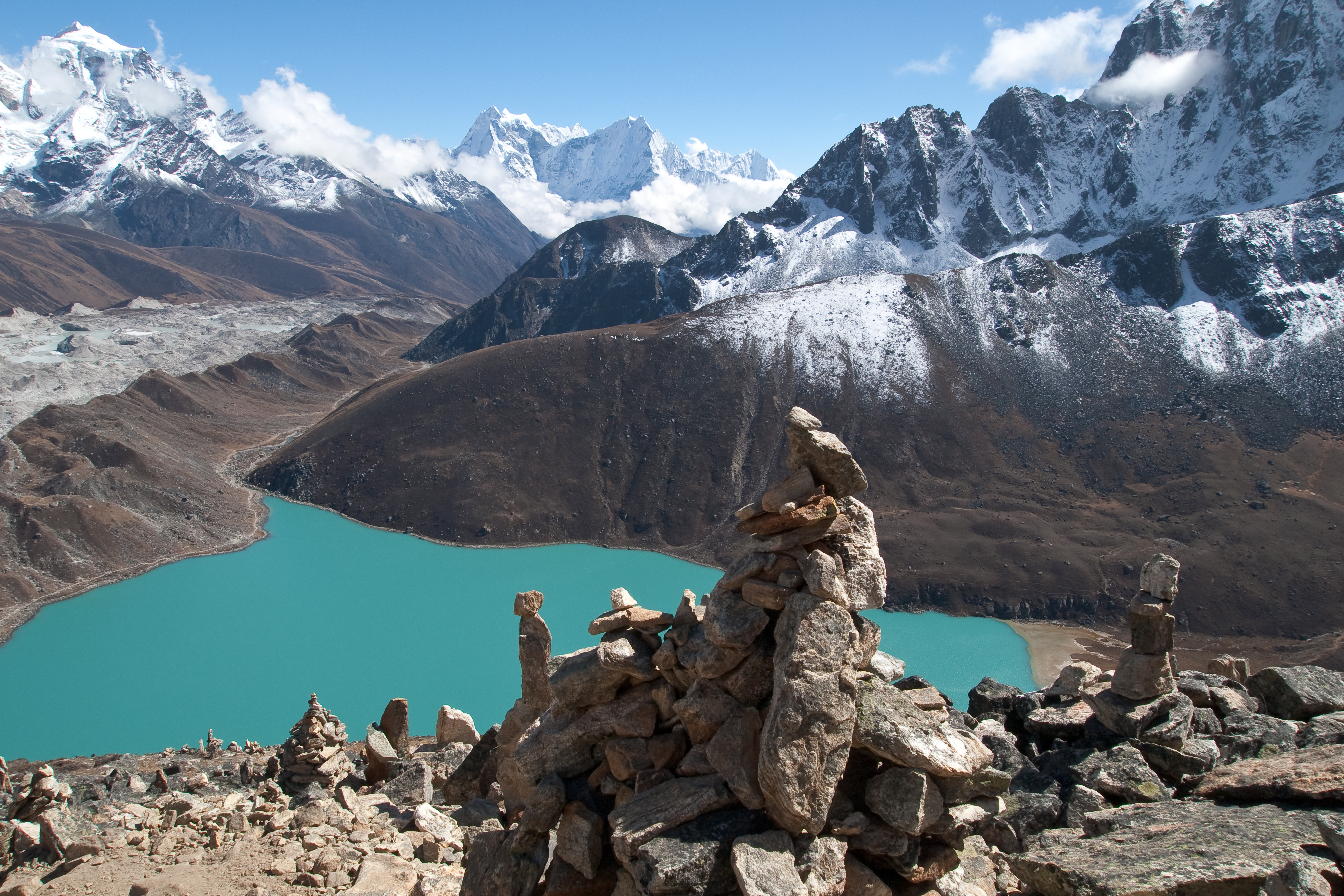
Вершина
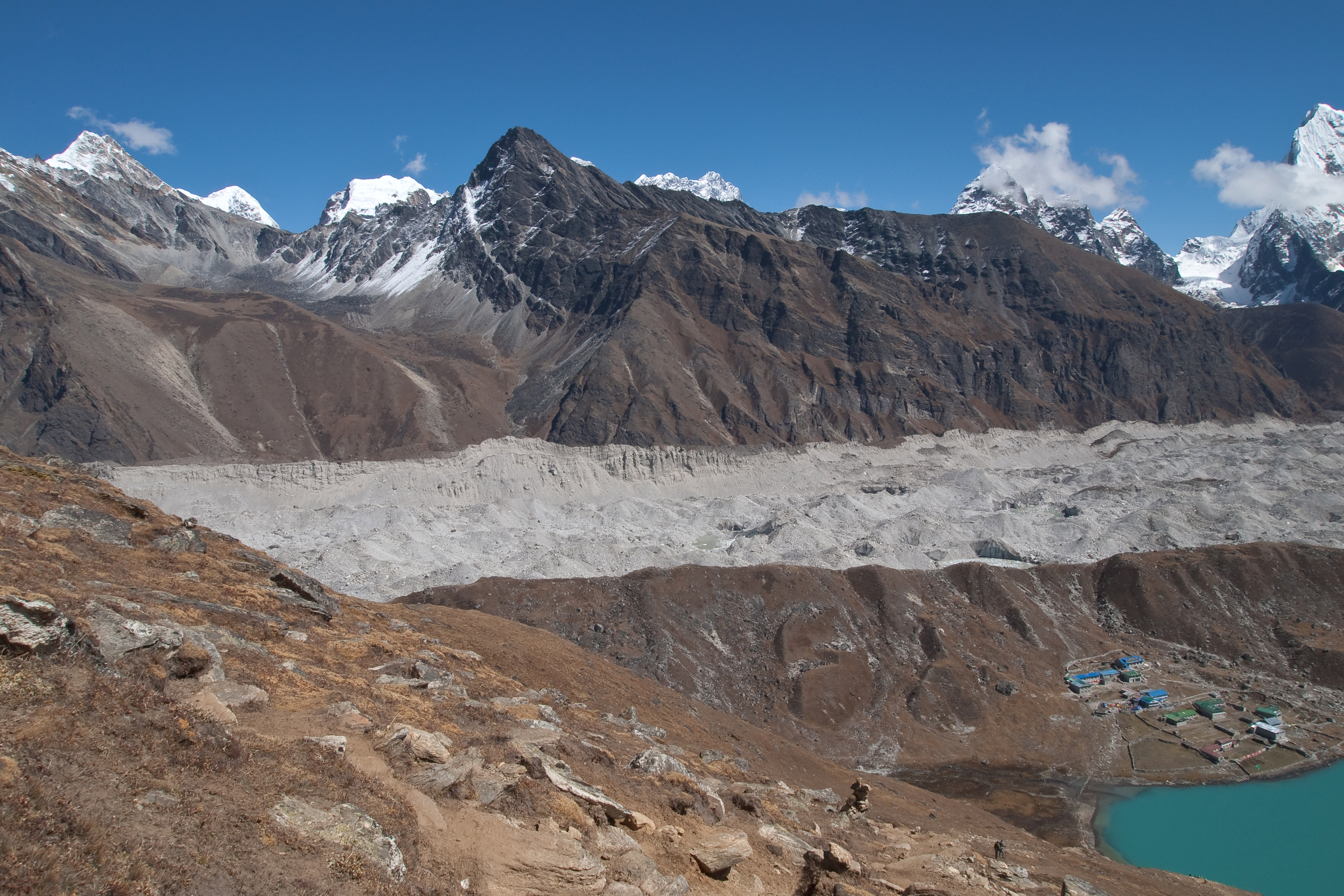
Ледник Нгозумпа
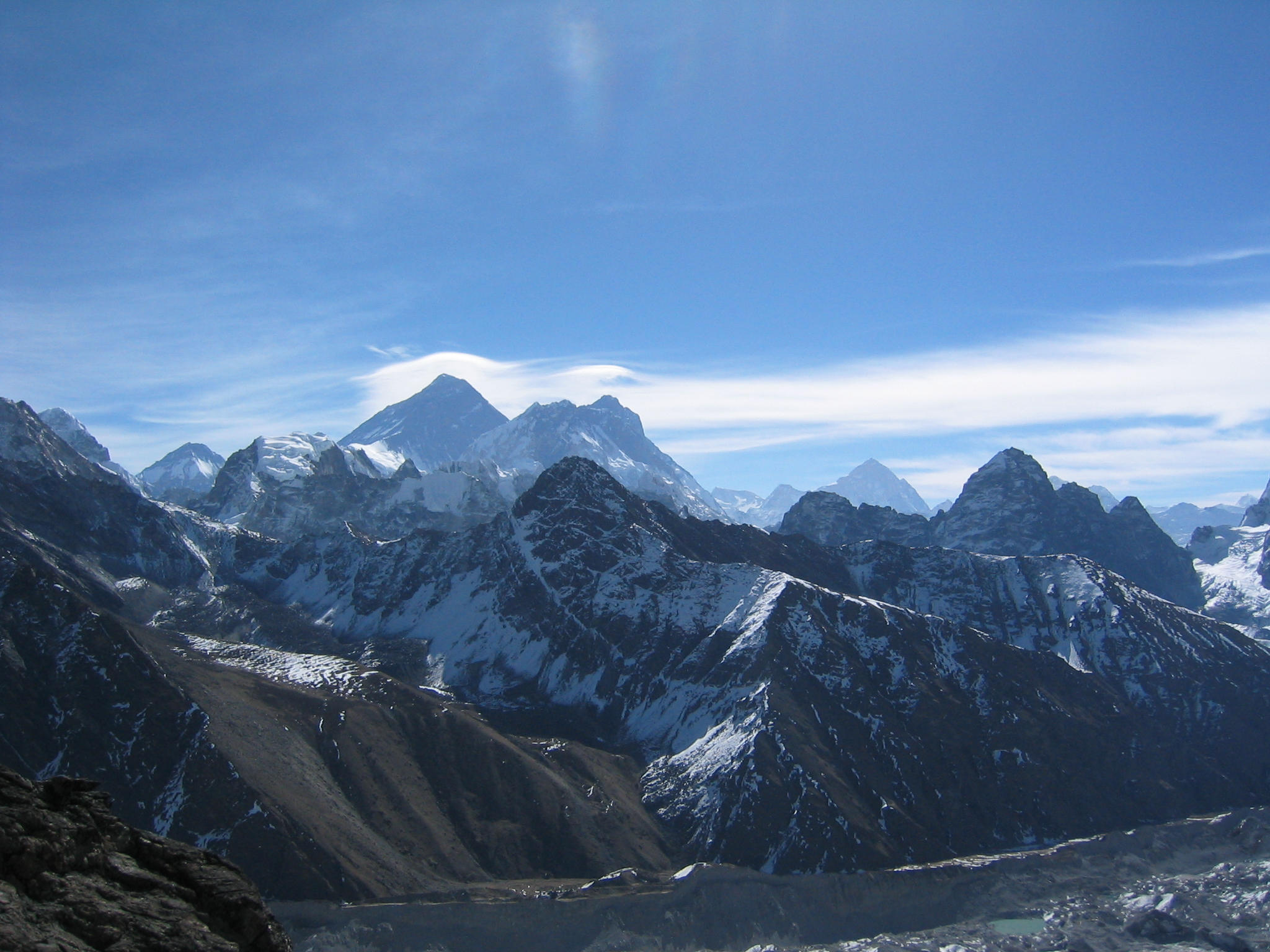
Эверест, Лхоцзе, Макалу с вершины